# Шьямананда
Шьямана́нда (IAST: Śyāmānanda, 1556—1630) — кришнаитский святой и проповедник, один из наиболее известных деятелей гаудия-вайшнавизма «второго поколения» после современников Чайтаньи (1486—1534). Шьямананда был родом из Ориссы и получил духовное посвящение от Хридая Чайтаньи Госвами. В начале XVII века, наряду с Нароттамой и Шринивасой, Шьямананда был одним из лидеров гаудия-вайшнавов. Вместе эти святые активно занимались миссионерской деятельностью в Восточной Индии, проповедуя гаудия-вайшнавизм. Главным учеником Шьямананды был Расикананда.

## Биография
До Шьямананды у его родителей родилось несколько детей, но все они умерли ещё во младенчестве. Когда родился Шьямананда, его родители ещё находились в трауре после смерти очередного младенца, и назвали своего сына «Дукхи Кришна» («дукхи» означает «печаль, горе»). В юности Дукхи Кришна встретил своего гуру Хридая Чайтанью Госвами (ученика Гауридасы Пандита) и получил от него духовное посвящение и имя «Кришна Даса» («слуга Кришны»).
Позже Кришна Даса поселился во Вриндаване, где присоединился к Нароттаме и Шринивасе. Под руководством Дживы Госвами, он погрузился в изучение трудов вриндаванских госвами. Кришна Даса также ежедневно выполнял духовное служение, в предрассветные часы подметая улицу и дорогу на Сева-кундже (месте во Вриндаване, где согласно верованиям кришнаитов 5000 лет назад состоялся знаменитый танец раса-лила).
В гаудия-вайшнавских текстах описывается, как однажды, подметая улицу, Кришна Даса нашёл золотой ножной колокольчик необыкновенной красоты. Колокольчик этот принадлежал самой Радхе, потерявшей его во время любовных игр с Кришной, проходивших в Сева-кундже на духовном плане. Обнаружив потерю, она послала свою близкую подругу Лалиту отыскать его. Лалита встретила Кришну Дасу и спросила, не видел ли он колокольчика её подруги. Надеясь получить даршан Радхи, Кришна Даса ответил, что отдаст колокольчик только в руки самой Радхи. Удовлетворённая ежедневным служением своего преданного, Радха собственной персоной предстала перед ним и благословила его прикосновением своего колокольчика. В результате, на лбу у Кришны Дасы осталась отметка, по форме напоминавшая гаудия-вайшнавскую тилаку. С тех пор все последователи Шьямананды носят именно такую разновидность тилаки. Узнав о случившемся, Джива Госвами дал Кришне Дасе новое имя «Шьямананда», означающее «приносящий радость Шьяме».
Однажды, уже умерший к тому времени гуру Шьямананды — Хридая Чайтанья — явился своему ученику во сне и велел ему отправиться проповедовать в Восточную Индию. Вскоре после этого, вместе с Нароттамой и Шринивасой, Шьямананда привёз манускрипты богословских трудов вриндаванских госвами из Вриндавана в Бенгалию и Ориссу. В последующие годы Шьямананда активно занимался миссионерской деятельностью в Восточной Индии и к началу XVII века стал одним из духовных лидеров бенгальских вайшнавов.